# Syrphoctonus tauriscorum
Syrphoctonus tauriscorum là một loài tò vò trong họ Ichneumonidae.